# Lill-Öretjärnen (Hackås socken, Jämtland)
Lill-Öretjärnen är en sjö i Bergs kommun i Jämtland och ingår i Ljungans huvudavrinningsområde.